# غارث تورنر
غارث تورنر هو مدون وسياسي كندي، ولد في 14 مارس 1949 في وودستوك في كندا. حزبياً، نشط في الحزب الليبرالي الكندي والحزب الكندي التقدمي المحافظ وحزب المحافظين الكندي. وقد انتخب عضو مجلس العموم الكندي وانتخب وزير الدخل القومي ‏ (25 يونيو 1993 – 3 نوفمبر 1993).